# Отит
Оти́т (лат. otitis від дав.-гр. οὖς — «вухо») — запалення зовнішнього, середнього або внутрішнього вуха. Спричиняється інфекційним ураженням відповідного вушного відділу.